# Растения
Расте́ния (лат. Plantae, или Vegetabilia) — биологическое царство, одна из основных групп многоклеточных организмов, отличительной чертой представителей которой является способность к фотосинтезу, и включающая в себя мхи, папоротники, хвощи, плауны, голосеменные и цветковые растения. Нередко к растениям относят также все водоросли или некоторые их группы. Растения (в первую очередь, цветковые) представлены многочисленными жизненными формами, наиболее распространёнными из которых являются деревья, кустарники и травы.
Растения являются объектом исследования науки ботаники.

## Общие признаки
- Клетки растений имеют плотные целлюлозные оболочки.
- В клетках большинства растений находятся зелёные пластиды — хлоропласты, содержащие зелёный пигмент хлорофилл, в связи с чем возможен фотосинтез (поглощение энергии света и ассимиляция углекислоты при участии фотосинтетических пигментов). При этом происходит выделение кислорода при разрушении молекул воды. Благодаря хлоропластам большинство растений имеет зелёный цвет.
- В основном ведут прикреплённый образ жизни.
- Запасные вещества в клетках накапливаются в виде крахмала.
- Растут в течение всей жизни.
- Жизнедеятельность регулируется фитогормонами.

## Питание
Подавляющее большинство растений — фотоавтотрофные организмы, использующие световую энергию для синтеза органики (глюкозы) из неорганических соединений (углекислый газ и вода). Некоторые представители перешли к вторичному гетеротрофному способу питания (облигатный паразитизм, микогетеротрофность). Например, гетеротрофом является бесхлорофилльное растение петров крест, паразитирующий на корнях деревьев и кустарников и получающий готовые питательные вещества из организма-хозяина.
Растениям для нормального роста и развития требуются разные минеральные вещества, наиболее важные из которых — азот, калий и фосфор. Вода с необходимыми минеральными элементами поглощается корнями из почвы в процессе минерального питания.

## Строение

### Цитология
Размер растительных клеток варьируется от 10 до 100 мкм. У водорослей, не имеющих выраженных тканей, клетки в пределах одного организма отличаются друг от друга незначительно; у высших растений в связи с наличием тканей клетки сильно различаются по форме и строению. Обычно клетки представляют собой четырнадцатигранники, у которых восемь граней — шестиугольники и шесть — четырёхугольники. Однако встречаются клетки, форма которых не поддаётся геометрическому описанию. Многообразие форм растительных клеток принято сводить к двум основным типам: паренхимным (длина клетки не превышает ширину или превышает незначительно) и прозенхимным (длина клетки в 5 раз и более превышает ширину).
Несмотря на огромное разнообразие, клетки растений характеризуются общностью строения — это клетки эукариотические, имеющие оформленное ядро. От клеток других эукариот их отличают следующие особенности: наличие плотных целлюлозных клеточных стенок; наличие пластид, главные из которых — хлоропласты, осуществляющие фотосинтез; развитая система вакуолей (у зрелых растительных клеток имеется так называемая центральная вакуоль, занимающая бо́льшую часть объёма клетки); отсутствие центриолей при делении. Главное запасное вещество растений — крахмал.
Сперматозоиды растений дву- (у мохообразных и плауновидных) или многожгутиковые (у остальных папоротникообразных, саговниковых и гинкговых), причём ультраструктура жгутикового аппарата очень похожа на таковую в жгутиковых клетках харовых водорослей.
Клетки растений объединяются в ткани, которые характеризуются отсутствием межклеточного вещества, большим количеством мёртвых клеток (некоторые ткани — склеренхима, ксилема, вторичные и третичные покровные ткани — состоят в основном из мёртвых клеток), а также тем, что, в отличие от животных, растительная ткань может состоять из разных типов клеток (например, ксилема состоит из водопроводящих элементов, волокон древесины и древесинной паренхимы). Различают образовательные ткани (меристемы) и образуемые ими постоянные ткани (проводящая, покровная, паренхима, механическая, выделительная).

### Морфология
Тело водорослей (таллом), в отличие от высших растений, не дифференцировано на вегетативные органы (корень, стебель, листья) и не имеет единого плана строения. Органы полового (гаметангии, или генеративные органы) и бесполого (спорангии) размножения у водорослей одноклеточные; при этом женские гаметангии называются оогонии, мужские — антеридии. Таллом водорослей характеризуется чрезвычайным морфологическим разнообразием; выделяют амёбоидный, монадный, нитчатый, сифональный и другие типы строения таллома. У высших растений имеются органы, которые подразделяются на вегетативные и генеративные (гаметангии). Вегетативными органами являются корень, стебель и лист, они обеспечивают поддержание жизнедеятельности организма и участвуют в вегетативном размножении. В генеративных органах формируются гаметы, необходимые для полового размножения. У споровых растений женские гаметангии — архегонии, мужские — антеридии, у семенных растений гаметангии редуцируются и под последними обычно понимается вся совокупность органов, связанных с половым размножением, — цветки (у голосеменных — стробилы) и плоды.
Различают три типа организации тела высших растений: талломный (тело не разделено на вегетативные органы и имеет вид зелёной пластины; некоторые моховидные, заростки папоротниковидных), листостебельный (тело разделено на стебель и листья, но не имеет корней; большинство моховидных), корнепобеговый (тело разделено на вегетативные органы, имеет корневую систему и систему побегов; большинство растений).
Растения в основном ведут прикреплённый образ жизни, в связи с чем они формируют различные жизненные формы, отражающие приспособленность организма к тем или иным условиям обитания, — деревья, кустарники, травы, эпифиты, лианы и др.

## Рост и развитие
Процессы роста и развития растения неразрывно связаны между собой: рост является частью индивидуального развития. Однако в одном и том же организме процессы роста и развития могут сочетаться различным образом. Растение может находиться в состоянии активного роста, но вместе с тем медленно развиваться или, наоборот, оно может быстро развиваться при замедленном росте. Показателем темпов развития, как правило, служит переход растений к репродукции. Активность ростовых процессов оценивают по скорости увеличения массы, объёма, размеров растения. Например, у однолетних растений с момента их зацветания наблюдается частичная и даже полная приостановка процессов роста побега. У многолетних растений рост вегетативных органов (побеги, листья) зачастую является одной из причин задержки цветения.
Растения обладают неограниченным ростом, который обеспечивается непрерывной деятельностью меристем. Рост локальными зонами (меристемами) отличает растения от других организмов; для растений особенно важно функционирование апикальных меристем. Реакция растений на воздействие различных экологических факторов проявляется в виде направленного роста к источнику воздействия или от такового.
Процессы роста и развития растительного организма регулируются фитогормонами.

## Размножение и жизненный цикл
Для растений характерны половое, бесполое (споровое) и вегетативное размножение.
У одноклеточных водорослей вегетативное размножение осуществляется митотическим делением клетки на две дочерние, фрагментацией колоний, путём повторных делений в ценобиях, формирующих новые миниатюрные ценобии. Вегетативное размножение многоклеточных водорослей происходит частями слоевища, специальными вегетативными образованиями и др. У высших растений вегетативное размножение осуществляется частями корня, стебля, листа или их видоизменениями.
Для высших сосудистых растений единственной формой полового процесса является оогамия; у водорослей встречаются также изогамия и анизогамия.
В жизненном цикле растений чередуется половое гаплоидное поколение (гаметофит) и бесполое диплоидное поколение (спорофит). На гаметофите образуются половые (генеративные) органы — мужские антеридии и женские архегонии (отсутствуют у некоторых гнетовых и у покрытосеменных); у водорослей женские генеративные органы называются оогонии. Сперматозоиды (их нет у хвойных, гнетовых и покрытосеменных) или спермии оплодотворяют находящуюся в архегонии или в зародышевом мешке яйцеклетку, в результате образуется диплоидная зигота. Зигота у высших споровых и семенных растений формирует зародыш, который постепенно развивается в спорофит; у водорослей зародыша нет. На спорофите развиваются спорангии (часто на специализированных спороносных листьях, или спорофиллах). В спорангиях происходит мейоз, и образуются гаплоидные споры. У разноспоровых растений споры двух типов: микроспоры (из них развиваются гаметофиты только с антеридиями) и мегаспоры (из них развиваются гаметофиты, несущие только архегонии); у равноспоровых споры одинаковые, из них вырастают обоеполые гаметофиты. На гаметофитах формируются гаметангии, производящие гаметы, последние сливаются и образуют зиготу — цикл замкнулся. Такой жизненный цикл имеют мохообразные и папоротникообразные, причём у первой группы доминирует гаметофит, а у второй — спорофит. У семенных растений картина усложняется за счёт того, что женский гаметофит (эндосперм у голосеменных и зародышевый мешок у цветковых) развивается из мегаспоры прямо на материнском спорофите, а мужской гаметофит (пыльцевое зерно), развивающийся из микроспоры, должен быть доставлен туда в процессе опыления. Спорофиллы семенных растений часто сложно устроены и у голосеменных объединяются в так называемые стробилы, а у покрытосеменных растений — в цветки, которые могут, в свою очередь, объединяться в соцветия. Кроме того, у семенных растений возникает специализированная, состоящая из нескольких генотипов структура — семя, которое можно условно отнести к генеративным органам. У покрытосеменных растений цветок после опыления формирует плод.

## Определение

### История
На вопрос, что называть растением, нет однозначного ответа. Первым на этот вопрос попытался ответить древнегреческий философ и учёный Аристотель, поместив растения в промежуточное состояние между неодушевлёнными предметами и животными. Он определил растения как живые организмы, которые не способны самостоятельно передвигаться (в противоположность животным). Позднее были открыты бактерии и археи, которые никак не подпадали под общепринятое понятие растений. Уже во второй половине XX века грибы и некоторые типы водорослей были выделены в отдельные категории, поскольку не имеют сосудистой и корневой системы, которая присутствует у других растений.

### Современность

#### Определяющие признаки
- Наличие плотной, не пропускающей твёрдые частицы, клеточной оболочки (как правило, состоящей из целлюлозы).
- Растения — продуценты. Они производят органические вещества из углекислого газа с помощью энергии солнца в процессе фотосинтеза, при этом выделяют кислород (Грибы и бактерии, которых ранее относили к растениям, согласно современным классификациям выделены в самостоятельные группы).
- Цианобактерии, или синезелёные водоросли, для которых также свойственен фотосинтез, согласно современным классификациям не относятся к растениям (включены в домен Бактерии в ранге отдела).
- Другие признаки растений — неподвижность, постоянный рост, чередование поколений и другие — не являются уникальными, но в целом позволяют отличить растения от других групп организмов[8].

## Происхождение и эволюция

### Архейская эра (3800—2500 млн лет назад)
Судя по палеонтологическим находкам, разделение живых существ на царства произошло более 3 млрд лет назад. Первыми автотрофными организмами стали фотосинтезирующие бактерии (сейчас они представлены пурпурными и зелёными бактериями, цианобактериями). В частности, в мезоархее (2800—3200 млн лет назад) уже существовали цианобактериальные маты.

### Протерозойская эра (2500—570 млн лет назад)
Единой, отвечающей на все вопросы, теории происхождения эукариотических фотоавтотрофных организмов (растений) пока нет. Одна из них (теория симбиогенеза) предполагает возникновение эукариотических фототрофов как переход эукариотической гетеротрофной амёбовидной клетки к фототрофному типу питания через симбиоз с фотосинтезирующей бактерией, которая впоследствии превратилась в хлоропласт. Согласно этой теории, таким же образом возникают и митохондрии из аэробных бактерий. Так появляются водоросли — первые настоящие растения. В протерозойскую эру широко развиваются одноклеточные и колониальные синезелёные водоросли, появляются красные и зелёные водоросли.

### Палеозойская эра (570—230 млн лет назад)
В конце силура (405—440 млн лет назад) на Земле происходят интенсивные горообразовательные процессы, приведшие к возникновению Скандинавских гор, гор Тянь-Шань, Саян, а также к обмелению и исчезновению многих морей. В результате некоторые водоросли (сходные с современными харовыми водорослями) выходят на сушу и заселяют литорали и супралиторали, что стало возможным благодаря деятельности бактерий и цианобактерий, образовавших на поверхности суши примитивный почвенный субстрат. Так возникают первые высшие растения — риниофиты. Особенность риниофитов заключается в появлении тканей и их дифференцировки на покровные, механические, проводящие и фотосинтезирующие. Это было спровоцировано резким отличием воздушной среды от водной. В частности:
- повышенной солнечной радиацией, для защиты от которой у первых наземных растений должен был выделяться и откладываться на поверхности кутин, что и было первым этапом формирования покровных тканей (эпидермы);
- откладывание кутина делает невозможным поглощение влаги всей площадью (как у водорослей), что приводит к изменению функции ризоидов, которые теперь не только прикрепляют организм к субстрату, но и поглощают из него воду;
- разделение на подземную и надземную части спровоцировало необходимость доставки минеральных веществ, воды и продуктов фотосинтеза по всему организму, реализованную появившимися проводящими тканями — ксилемой и флоэмой;
- отсутствие выталкивающей силы воды и соответственно невозможность плавать, в ходе конкуренции видов за солнечный свет, привело к появлению механических тканей с целью «приподняться» над соседями, ещё одним фактором было улучшенное освещение, активизировавшее процесс фотосинтеза и приведшее к избытку углерода, что и позволило образоваться механическим тканям;
- в ходе всех вышеперечисленных ароморфозов фотосинтезирующие клетки выделяются в отдельную ткань.

Древнейшее известное наземное растение — куксония. Куксония обнаружена в 1937 г. в силурийских песчаниках Шотландии (возраст порядка 415 млн лет). Дальнейшая эволюция высших растений разделилась на две линии: гаметофитную (моховидные) и спорофитную (сосудистые растения). Первые голосеменные растения появляются в начале мезозоя (примерно 220 млн лет назад). Первые покрытосеменные (цветковые) возникают в юрском периоде.

## Классификация

### Эволюция систем классификации
| Геккель (1894) Три царства | Уиттекер (1969) Пять царств | Вёзе (1977) Шесть царств | Вёзе (1990) Три домена | Вёзе (1990) Три домена | Кавалье-Смит (1998) Два домена и семь царств | Кавалье-Смит (1998) Два домена и семь царств |
| -------------------------- | --------------------------- | ------------------------ | ---------------------- | ---------------------- | -------------------------------------------- | -------------------------------------------- |
| Животные                   | Животные                    | Животные                 | Эукариоты              | Эукариоты              | Эукариоты                                    | Животные                                     |
| Растения                   | Грибы                       | Грибы                    | Эукариоты              | Эукариоты              | Эукариоты                                    | Грибы                                        |
| Растения                   | Растения                    | Растения                 | Эукариоты              | Эукариоты              | Эукариоты                                    | Растения                                     |
| Растения                   | Протисты                    | Протисты                 | Эукариоты              | Эукариоты              | Эукариоты                                    | Хромисты                                     |
| Протисты                   | Протисты                    | Протисты                 | Эукариоты              | Эукариоты              | Эукариоты                                    | Простейшие                                   |
| Протисты                   | Monera                      | Археи                    | —                      | Археи                  | Прокариоты                                   | Археи                                        |
| Протисты                   | Monera                      | Эубактерии               | —                      | Эубактерии             | Прокариоты                                   | Эубактерии                                   |

## Разнообразие
По состоянию на начало 2010 года, по данным Международного союза охраны природы (IUCN), было описано около 320 тысяч видов растений, из них около 280 тысяч видов цветковых, 1 тысяча видов голосеменных, около 16 тысяч мохообразных, около 12 тысяч видов высших споровых растений (Плауновидные и Папоротникообразные). В настоящее время это число постоянно увеличивается, как за счёт постоянного открытия новых видов, так и в результате обработки и объединения в единую базу данных многочисленных первичных источников о видовом разнообразии растений. В мае 2022 года в проекте World Flora Online содержались данные примерно о 350 000 видов, по состоянию на декабрь 2023 года их количество составило уже 377 218.
| Царство Kingdom  | Подцарство Subkingdom              | Отдел Phylum                | Русское название   | Число порядков | Число видов |
| ---------------- | ---------------------------------- | --------------------------- | ------------------ | -------------- | ----------- |
| Растения Plantae | Мохообразные Bryobiotina           | Anthocerotophyta            | Антоцеротовые мхи  | 5              | 222         |
| Растения Plantae | Мохообразные Bryobiotina           | Bryophyta                   | Моховидные         | 36             | 11 940      |
| Растения Plantae | Мохообразные Bryobiotina           | Marchantiophyta             | Печёночные мхи     | 15             | 7 270       |
| Растения Plantae | Сосудистые растения Pteridobiotina | Angiosperms (Magnoliophyta) | Цветковые растения | 64             | 343 981     |
| Растения Plantae | Сосудистые растения Pteridobiotina | Cycadophyta                 | Саговниковидные    | 1              | 377         |
| Растения Plantae | Сосудистые растения Pteridobiotina | Ginkgophyta                 | Гинкговидные       | 1              | 1           |
| Растения Plantae | Сосудистые растения Pteridobiotina | Lycopodiophyta              | Плауновидные       | 3              | 1 142       |
| Растения Plantae | Сосудистые растения Pteridobiotina | Pinophyta                   | Хвойные            | 6              | 836         |
| Растения Plantae | Сосудистые растения Pteridobiotina | Polypodiophyta              | Папоротниковидные  | 11             | 11 449      |
|                  |                                    |                             |                    | 142            | 377 218     |

## Значение
Существование мира животных, включая человека, было бы невозможно без растений, чем и определяется их особая роль в жизни нашей планеты. Из всех организмов только растения и фотосинтезирующие бактерии способны аккумулировать энергию Солнца, создавая при её посредстве органические вещества из веществ неорганических; при этом растения извлекают из атмосферы CO2 и выделяют O2. Именно деятельностью растений была создана атмосфера, содержащая O2, и их существованием она поддерживается в состоянии, пригодном для дыхания. Растения — основное, определяющее звено в сложной цепи питания всех гетеротрофных организмов, включая человека. Наземные растения образуют степи, луга, леса и другие растительные группировки, создавая ландшафтное разнообразие Земли и бесконечное разнообразие экологических ниш для жизни организмов всех царств. Наконец, при непосредственном участии растений возникла и образуется почва.

### Пищевая промышленность

#### Одомашнивание растений
Человеком одомашнено свыше 200 видов растений, относящихся к более чем 100 ботаническим родам. Их широкий таксономический спектр отражает разнообразие мест, где они были одомашнены. Основные продовольственные растения, используемые в культуре в настоящее время, были одомашнены в странах юго-западной Азии. В настоящее время это территории Ирака, Ирана, Иордании, Израиля и Палестины. Вероятно, древним земледельцам было известны преимущества вегетативного размножения (клонирования) и близкородственного скрещивания (инбридинга). Примеры растений, репродуцируемых клонированием: картофель, фруктовые деревья. Почти все питательные вещества, получаемые людьми с пищей в этих странах, поступали от высокоуглеводных злаков с довольно высоким содержанием белка (пшеница, ячмень). Тем не менее белки злаков не полностью сбалансированы по аминокислотному составу (низкое содержание лизина и метионина). Эти злаки древние земледельцы дополнили бобовыми растениями — горох, чечевица, вика. Единственный культурный злак — рожь возник гораздо позже, чем пшеница и другие культурные растения. Самоопылитель лён имеет семена богатые жиром, что дополнило пищевую триаду ранних земледельцев (жиры, белки, углеводы). Ранние земледельцы составили набор одомашненных растений, которые удовлетворяют основным потребностям человека в пище и сегодня. В дальнейшем имело место постепенное распространение культурных растений из очага их возникновения в новые районы. В итоге, одни и те же растения стали пищевыми для населения всего мира. Часть культурных растений прошли одомашнивание в странах Юго-Восточной Азии. Сюда относятся такие самоопылители, как хлопок, рис, сорго.

#### Современные культуры растений
Из огромного разнообразия царства растений особое значение в повседневной жизни имеют семенные и главным образом Цветковые растения (покрытосеменные). Именно к ним относятся почти все растения, введённые человеком в культуру. Первое место в жизни человека принадлежит хлебным растениям (пшеница, рис, кукуруза, просо, сорго, ячмень, рожь, овёс) и различным крупяным культурам. Важное место в пищевом рационе человека занимает в странах с умеренным климатом картофель, а в более южных областях — батат, ямс, ока, таро и др. Широко употребляются богатые растительными белками зернобобовые (фасоль, горох, нут, чечевица и др.), сахароносные (сахарная свёкла и сахарный тростник), многочисленные масличные (подсолнечник, арахис, маслина и др.), плодовые, ягодные, овощные и иные культурные растения.
Современное общество трудно представить без тонизирующих растений — чая, кофе, какао, равно как без винограда — основы виноделия, или без табака.
Животноводство базируется на использовании дикорастущих и культивируемых кормовых растений.

### Лёгкая промышленность
Хлопчатник, лён, конопля, рами, джут, кенаф, сизаль и многие другие волокнистые растения обеспечивают человека одеждой и техническими тканями.

### Деревообрабатывающая промышленность
Ежегодно потребляется огромное количество леса — в качестве строительного материала, источника получения целлюлозы и др.

### Энергетика
Очень важное значение для человека имеет один из главных источников энергии — каменный уголь, а также торф, о которых можно сказать, что они представляют собой аккумулированную в растительных остатках прошлого энергию Солнца.

### Медицинаихимия
До сих пор не утратил своего экономического значения добываемый из растений естественный каучук. Ценные смолы, камеди, эфирные масла, красители и другие продукты, получаемые в результате переработки растений, занимают видное место в хозяйственной деятельности человека. Большое число растений служат основными поставщиками витаминов, а другие (наперстянка, раувольфия, алоэ, белладонна, пилокарпус, валериана и сотни других) — источником необходимых лекарств, веществ и препаратов.

## Экология
Зелёные растения обогащают атмосферу кислородом и является основным источником энергии и органического материала почти для всех экосистем. Фотосинтез радикально изменил состав ранней земной атмосферы, которая содержит в настоящее время около 21 % кислорода. Животные и многие другие аэробные организмы нуждаются в кислороде, анаэробные формы относительно редки. Во многих экосистемах растения являются основой пищевых цепей.
Наземные растения являются ключевыми компонентами водного и других биохимических циклов. Некоторые растения эволюционировали совместно с азотфиксирующими бактериями и включены в кругооборот азота. Корни растений играют существенную роль в развитии почвы и предотвращении её эрозии.

### Экологические взаимосвязи
Многие животные эволюционировали совместно с растениями. Многие насекомые опыляют цветки в обмен на пищу в форме пыльцы или нектара. Четвероногие едят плоды и распространяют семена с фекалиями. Большинство видов растений выработали симбиоз с различными видами грибов (микориза). Грибы помогают растению извлекать воду и минеральные вещества из почвы, а растение снабжает грибы углеводородами, произведёнными в результате фотосинтеза. Существуют также симбиотические грибы — эндофиты, которые живут внутри растений и способствуют росту организма-хозяина.

### Паразитизм
Растения-паразиты существуют как среди низших, так и среди высших растений. Такие растения приносят большой вред сельскому хозяйству.

#### Хищные растения

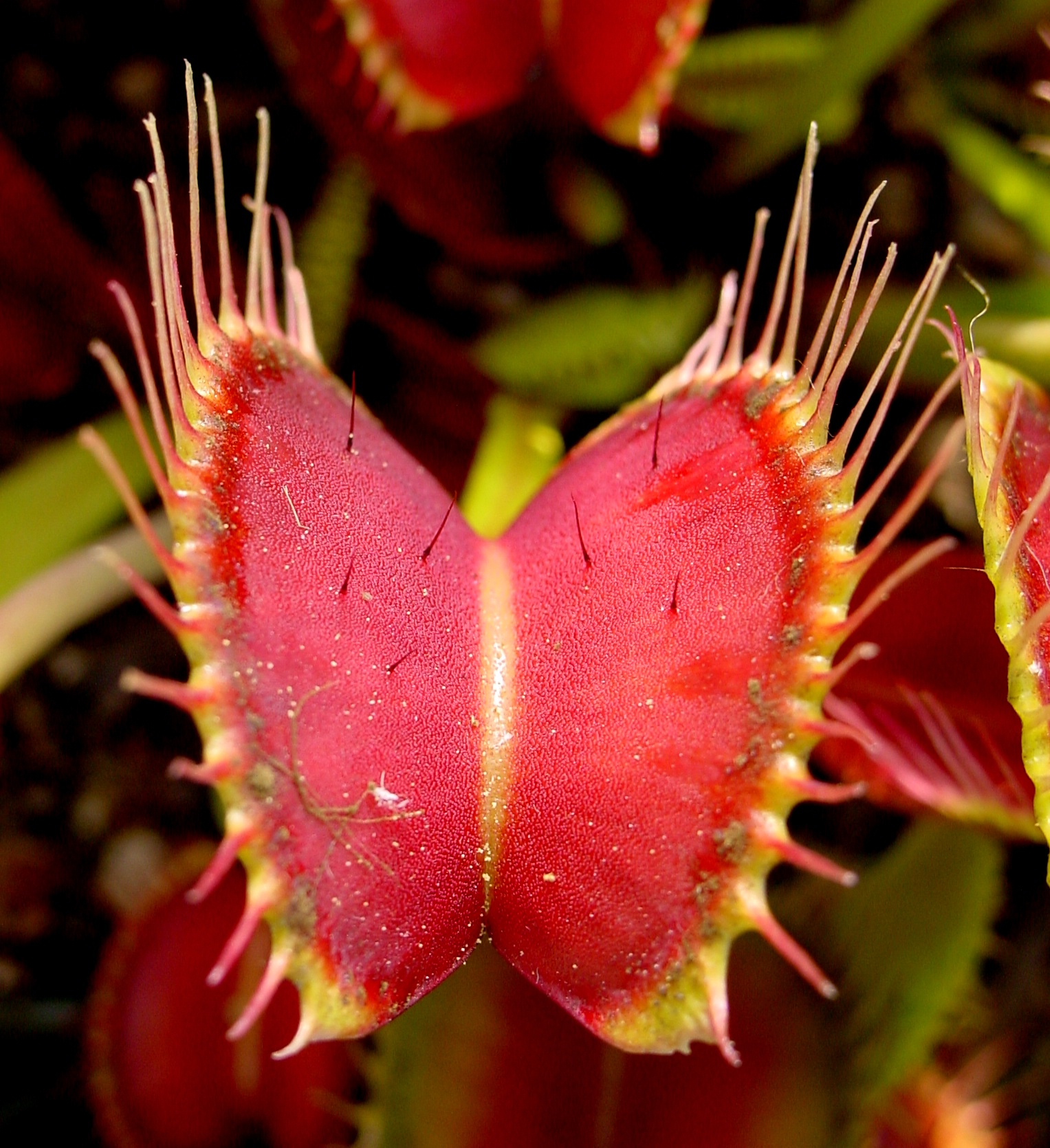
Венерина мухоловка — хищное растение из Северной Америки

Существует более 500 видов хищных растений. Произрастают хищные растения обычно на почвах, бедных питательными веществами и минеральными солями. «Хищность» растений обусловлена недостатком азота в почвах, именно поэтому растения-хищники приспособились получать азот из насекомых и других животных, которых они ловят с помощью разнообразных хитроумных ловушек.
Самым известным хищным растением лесов России является Росянка круглолистная (Drosera rotundifolia). Это растение выделяет по краям листьев липкую жидкость, похожую на росу, — кислый пищеварительный сок. Насекомое садится на капельку «росы», приклеивается и становится жертвой росянки.
Другие известные растения-хищники — венерина мухоловка, дарлингтония, жирянка, росолист.